# Norbert(a)
Norbert(a) es una película española de comedia de 2024, escrita por Sonia Escolano, quien la codirigió junto a Belén López Albert. Está protagonizada por Luis Bermejo y Adriana Ozores. Se estrenó en cines españoles el 25 de julio de 2024, con distribución de Filmax.

## Trama
Norberto (Luis Bermejo) lleva toda una vida con María (Adriana Ozores). Son gente humilde, de barrio, y de vez en cuando atracadores. Pero Norberto necesita dar un giro para sentirse vivo, libre, para sentirse 'ella' misma – una confesión inesperada que pondrá en jaque toda su vida.

## Reparto
- Luis Bermejo como Norberto
- Adriana Ozores como María
- Mariona Terés como Natalia
- María Romanillos como Paula
- Adelfa Calvo como Pepa
- Carmen Balagué como Tere
- María Lanau como Rosa
- Ramon Agirre como Manolo
- Xavier Deltell como Paco
- César Tormo como Tomás
- Ángeles Ortega como Samantha
- Teresa Lozano como Magdalena

## Producción
En junio de 2023, se anunció que había comenzado el rodaje de la película Norbert(a) bajo la dirección de Sonia Escolano y Belén López Albert, con Luis Bermejo y Adriana Ozores como protagonistas. El rodaje tuvo lugar en varias localizaciones de Cataluña, incluyendo el barrio El Carmelo de Barcelona. El presupuesto total de la película es de 2.8 millones de euros, incluyendo un millón de euros procedente de las ayudas generales del ICAA.

## Lanzamiento y marketing
En marzo de 2024, la cadena pequeña de cines Renoir anunció que el estreno mundial de Norbert(a) tendría lugar en su cine Renoir Floridablanca el 4 de abril de 2024. En mayo de 2024, Filmax anunció que la película se estrenaría en cines españoles el 26 de junio de 2024. En junio de 2024, Filmax sacó el tráiler de la película y adelantó su estreno del 26 al 25 de julio de 2024.